# Новак, Юлий Анатольевич
Юлий (Юлиус) Анатольевич Новак (1895 — 1938) — сотрудник органов охраны правопорядка, старший майор милиции (1936).

## Биография
Родился в еврейской (в ряде анкет — поляк) семье скотовода, получил незаконченное среднее образование в гимназии. В декабре 1914 при отступлении русских войск из Черновиц был схвачен казаками на улице и вместе с другими жителями отправлен в Киев. Четыре месяца провёл в заключении в Киевской крепости, с 1 мая 1915 содержался в заключении в Омске, вскоре бежал; работал чернорабочим, дворником, портным. В 1916 был арестован, через месяц тюремного заключения переведён в лагерь военнопленных, откуда также бежал. Работал до июня 1917 снова чернорабочим.
С июля 1917 жил в Иркутске, работал упаковщиком на частных предприятиях. Член РКП(б) с декабря 1917. В декабре того же года участвовал в восстании против юнкеров, затем становится сотрудником для поручений представительства Черемховских угольных копий в Иркутске. В 1918 рядовой-красногвардеец на Черемховских копях, участвовал в ликвидации офицерского восстания в июне 1918. Примерно через месяц, в июле, был арестован и сидел в иркутской тюрьме; через три месяца освобождён под залог в 4 000 сибирских рублей. С октября 1918 до февраля 1919 безработный, после чего до сентября 1919 сапожник (чувячник) частных мастерских в Иркутске. В сентябре-декабре 1919 опять безработный в Иркутске, при этом с августа 1919 состоял членом подпольной боевой дружины, участвовал в восстании против власти адмирала Колчака.
С декабря 1919 работал инструктором ЧК в контрразведке при рабоче-крестьянской дружине Знаменского предместья в Иркутске. С февраля 1920 по март 1921 уполномоченный по агентуре Особого отдела Иркутской губернской ЧК; был награждён кольтом (за участие в поимке главаря банды Виктора Чернова), а также маузером. В апреле-августе 1921 заведующий оперативной частью Немецкой областной ЧК в Покровске. С августа 1921 по февраль 1922 заведующий агентурным отделом Иркутской губернской ЧК, затем по апрель 1924 начальник агентурного отдела Иркутского губернского отдела полномочного представительства (ПП) ОГПУ по Сибири. С апреля 1924 по сентябрь 1925 начальник информационного (по другим сведениям контр-разведывательного) отдела Алтайского губернского отдела ОГПУ. С 4 сентября 1925 начальник Тарского окружного отдела (окроотдела) ПП ОГПУ Сибирского края (Сибкрая). С 17 июня 1926 по сентябрь 1928 помощник начальника секретно-оперативного управления ПП ОГПУ Сибкрая, одновременно на 1926 — июль 1927 начальник Новосибирского окротдела ПП ОГПУ Сибкрая. С 11 сентября 1928 утверждён Сибирским краевым комитетом ВКП(б) Кузнецкого (или Кузнецко-Шелговского как писали в отдельных документах) окружного отдела ОГПУ Сибкрая; по одним данным на должности до января 1929, по другим на июнь 1929 «добился значительного улучшения качества работы аппарата и его орабочивания». В октябре 1930 подлежал откомандированию в ПП ОГПУ Восточно-Сибирского края (ВСК). С февраля 1931 по март 1933 начальник Астраханского оперативного сектора ОГПУ, с марта 1933 помощник полномочного представителя ОГПУ по Нижне-Волжскому краю, в январе-марте 1934 помощник полномочного представителя ОГПУ по Сталинградскому краю. С марта 1934 начальник Управления рабоче-крестьянской милиции (РКМ) ПП ОГПУ — УНКВД по Азово-Черноморскому краю (АЧК), с 1 января 1935 по 1 апреля 1937 одновременно помощник начальника Управления НКВД АЧК по милиции. С 14 апреля 1937 начальник областного управления милиции Свердловской области, а также помощник начальника областного управления НКВД.
Арестован 26 августа 1937. Приговорён в особом порядке 22 апреля 1938 по обвинению в шпионаже к ВМН. Расстрелян в день вынесения приговора на полигоне «Коммунарка». Реабилитирован посмертно 2 февраля 1959 Военным трибуналом Московского военного округа. 

### Звания
- старший майор милиции, 11 июля 1936.

### Награды
- один знак "Почётный сотрудник госбезопасности" (1925);
- один знак "Почётный работник рабоче-крестьянской милиции" (1936);
- две единицы наградного огнестрельного оружия — кольт M1911 (1920) и маузер C96 (1921).

### Адрес
- Свердловск, улица 8 Марта, дом 2, квартира 38.